# ニシアカアシチョウゲンボウ

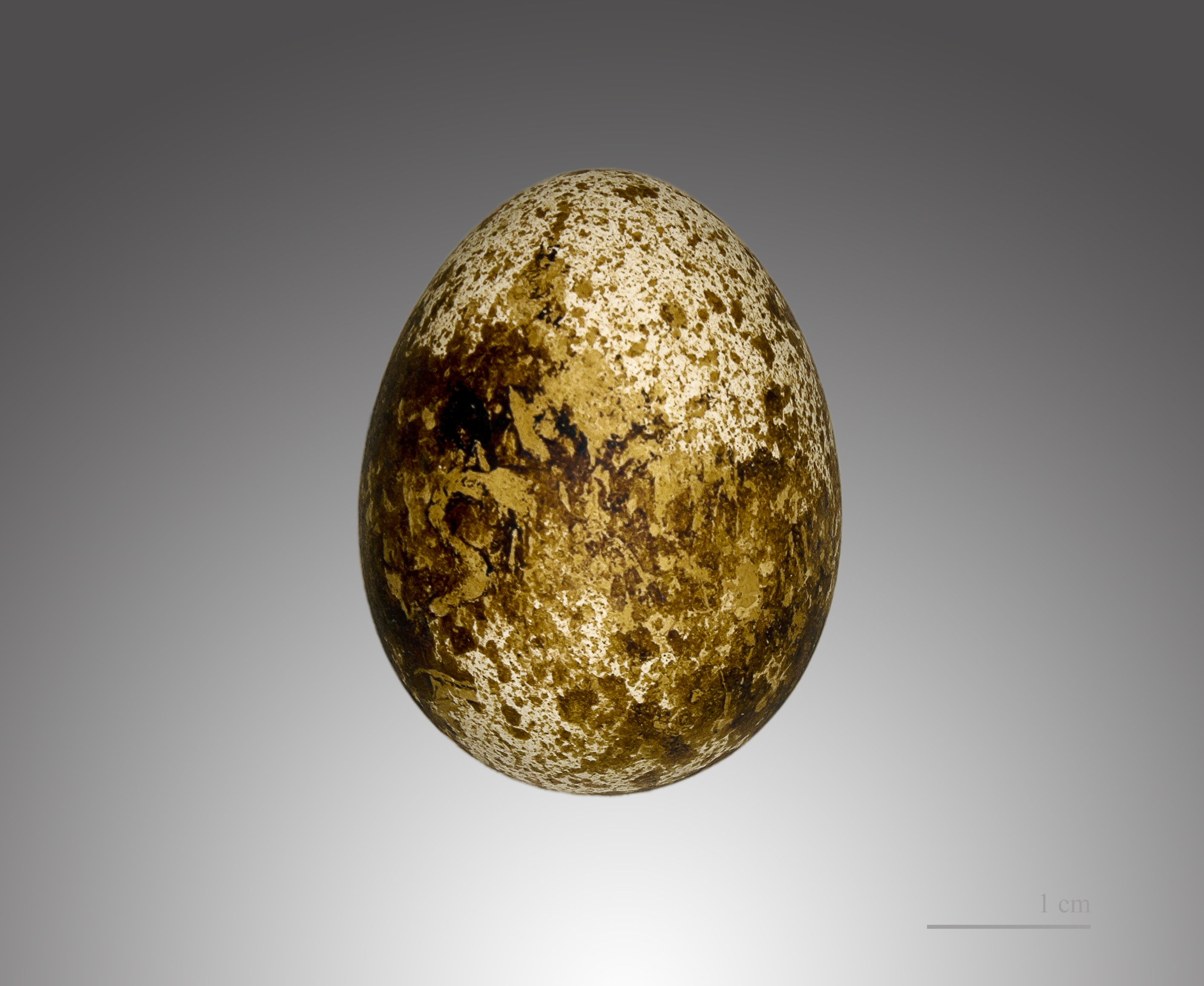
Falco vespertinus

ニシアカアシチョウゲンボウ（西赤足長元坊、Falco vespertinus）は、鳥綱ハヤブサ目ハヤブサ科ハヤブサ属に分類される鳥。

## 分布
ユーラシア大陸北部の広い範囲に分布。冬には南下する。

## 形態
全長30-35 cm。雄は青みを帯びた黒色で、脚が赤い。雌は背中が黒灰色、頭部と腹部が黄褐色。